# Шарик (куче)
Шарик (на български: малка топка; на полски: Szarik) е кучето на Янек от филма „Четиримата танкисти и кучето“, порода немска овчарка.
Филмовият герой Шарик има за майка куче, което придружава Григорий Саакашвили, член на екипажа на танка, често помагащ в моменти на нужда. Във филма ролята му се играе от три кучета: „Тример“ с дубльори и „Атак“ и „Спик“. Техен треньор е подполковник Францижек Шиделко.
Немската овчарка Шарик от този телевизионен сериал веднага се превръща в най-популярното кучето в Полша. Толкова популярна, че дресьорите на полицейски кучета в Сулковице близо до Варшава, където е сниман в по-голямата си част филма увековечава паметта му. Вътре в библиотеката си, те откриват изложба, посветена на играта на кучето, главният експонат от която е пълнена кукла. Заслужилото куче умрира от старост при навършване на 14 години.